# Sifan Hassan
Sifan Hassan (en amárico: ሲፋን ሓሰን; Adama, 1 de enero de 1993) es una deportista neerlandesa, de origen etíope, que compite en atletismo, especialista en las carreras de mediofondo, fondo, maratón y campo a través.

## Trayectoria
Participó en tres Juegos Olímpicos de Verano, obteniendo seis medallas, tres en Tokio 2020, oro en 5000 m y 10 000 m y bronce en 1500 m, y tres en París 2024, oro en maratón y bronce en 5000 m y 10 000 m, y el quinto lugar en Río de Janeiro 2016, en los 1500 m.
Ganó seis medallas en el Campeonato Mundial de Atletismo entre los años 2015 y 2023, y tres medallas en el Campeonato Mundial de Atletismo en Pista Cubierta, en los años 2016 y 2018. También consiguió cuatro medallas en el Campeonato Europeo de Atletismo entre los años 2014 y 2018, y una medalla de oro en el Campeonato Europeo de Atletismo en Pista Cubierta de 2015.
Obtuvo dos victorias en los Grandes Maratones: Londres y Chicago (2023).
En la modalidad de campo a través, consiguió una medalla de oro en el Campeonato Europeo de 2015, en la carrera individual.
El 6 de junio de 2018 batió el récord mundial de los 10 000 m (29:06,82). Asimismo, posee las plusmarcas mundiales de la milla y de los 5 km en ruta.
En 2024 fue nombrada «Atleta del año» por World Athletics.
Cursó Estudios de la Salud y el Bienestar en el Summa College de Eindhoven.

## Palmarés internacional
| Juegos Olímpicos                     | Juegos Olímpicos          | Juegos Olímpicos  | Juegos Olímpicos |
| Año                                  | Lugar                     | Medalla           | Prueba           |
| ------------------------------------ | ------------------------- | ----------------- | ---------------- |
| 2020                                 | Tokio (Japón)             | Medalla de oro    | 5000 m           |
| 2020                                 | Tokio (Japón)             | Medalla de oro    | 10 000 m         |
| 2020                                 | Tokio (Japón)             | Medalla de bronce | 1500 m           |
| 2024                                 | París (Francia)           | Medalla de oro    | Maratón          |
| 2024                                 | París (Francia)           | Medalla de bronce | 5000 m           |
| 2024                                 | París (Francia)           | Medalla de bronce | 10 000 m         |
| Campeonato Mundial                   |                           |                   |                  |
| Año                                  | Lugar                     | Medalla           | Prueba           |
| 2015                                 | Pekín (China)             | Medalla de bronce | 1500 m           |
| 2017                                 | Londres (Reino Unido)     | Medalla de bronce | 5000 m           |
| 2019                                 | Doha (Catar)              | Medalla de oro    | 1500 m           |
| 2019                                 | Doha (Catar)              | Medalla de oro    | 10 000 m         |
| 2023                                 | Budapest (Hungría)        | Medalla de plata  | 5000 m           |
| 2023                                 | Budapest (Hungría)        | Medalla de bronce | 1500 m           |
| Campeonato Mundial en Pista Cubierta |                           |                   |                  |
| Año                                  | Lugar                     | Medalla           | Prueba           |
| 2016                                 | Portland (Estados Unidos) | Medalla de oro    | 1500 m           |
| 2018                                 | Birmingham (Reino Unido)  | Medalla de plata  | 1500 m           |
| 2018                                 | Birmingham (Reino Unido)  | Medalla de bronce | 3000 m           |
| Campeonato Europeo                   |                           |                   |                  |
| Año                                  | Lugar                     | Medalla           | Prueba           |
| 2014                                 | Zúrich (Suiza)            | Medalla de oro    | 1500 m           |
| 2014                                 | Zúrich (Suiza)            | Medalla de plata  | 5000 m           |
| 2016                                 | Ámsterdam (Países Bajos)  | Medalla de plata  | 1500 m           |
| 2018                                 | Berlín (Alemania)         | Medalla de oro    | 5000 m           |
| Campeonato Europeo en Pista Cubierta |                           |                   |                  |
| Año                                  | Lugar                     | Medalla           | Prueba           |
| 2015                                 | Praga (República Checa)   | Medalla de oro    | 1500 m           |

| Campeonato Europeo | Campeonato Europeo | Campeonato Europeo | Campeonato Europeo |
| Año                | Lugar              | Medalla            | Prueba             |
| ------------------ | ------------------ | ------------------ | ------------------ |
| 2015               | Hyères (Francia)   | Medalla de oro     | Individual         |